# Аэродверь

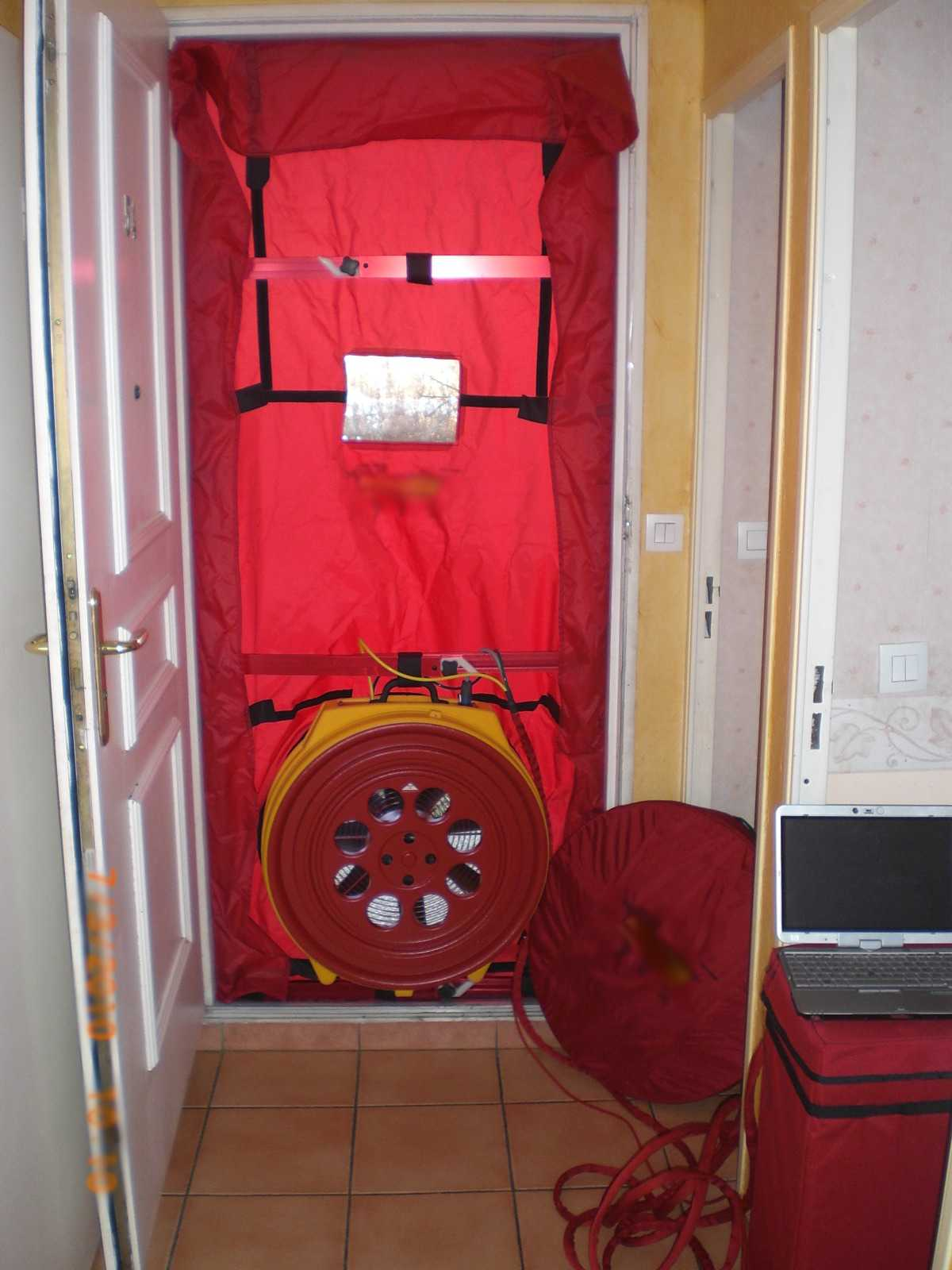
Аэродверь

Аэродверь — специализированный манометрический течеискатель, предназначенный для проведения натурных испытаний воздухопроницаемости ограждающих конструкций здания, измерения кратности воздухообмена здания, а также для оценки герметичности отдельных помещений или секций здания.

## Описание и принцип работы
Аэродверь состоит из трех основных компонентов:
1. съёмной тканевой или пластиковой дверной панели, устанавливаемой в проем входной двери тестируемого здания, с отверстием для вентилятора,
2. калиброванного измерительного вентилятора (или нескольких вентиляторов), способного обеспечить воздушный поток в интервале от единиц до десятков тысяч кубических метров в час,
3. дифференциального манометра, осуществляющего измерение давления в различных точках как внутри здания, так и вне его, и управляющего работой вентилятора в режиме реального времени.

Вентилятор аэродвери устанавливают в проем входной двери или окна здания с помощью съёмной дверной панели. Все двери внутри здания открывают. Закрывают все наружные двери, окна и форточки, герметизируют вентиляционные отверстия, каналы вытяжных вентиляторов, вытяжные каналы отопительного оборудования. Отключают оборудование для сжигания топлива (холодную золу из него удаляют или покрывают воздухонепроницаемым материалом), вытяжные и приточные вентиляторы, кондиционеры воздуха, термостаты на радиаторах, все виды газового оборудования и другие системы, работоспособность которых чувствительна к перепадам атмосферного давления. Измеряют атмосферное давление внутри и снаружи здания. Включают вентилятор в режиме нагнетания воздуха внутрь здания или в режиме создания разрежения — в зависимости от целей теста. Изменяя вентилятором скорость и направление потока воздуха, выполняют серию измерений следующих параметров:
- объём воздуха, проходящего через вентилятор;
- атмосферное давление внутри здания;
- атмосферное давление снаружи здания;
- атмосферное давление на кожухе двигателя вентилятора.

Все полученные во время теста данные сохраняют для последующей обработки и анализа.
Описанный способ неразрушающего контроля по физическому процессу, положенному в его основу, относится к течеисканию (неразрушающий контроль проникающими веществами), а по первичному информационному параметру — к газовому методу.
Аэродверь применяется:
- для измерения параметров воздухопроницаемости ограждающих конструкций зданий и кратности воздухообмена помещений;
- для выявления воздухопроницаемых дефектов;
- для оценки энергоэффективности здания;
- для проверки работы систем вентиляции;
- для определения кратности воздухообмена;
- для оценки герметичности чистых помещений;
- для проверки работоспособности систем газового пожаротушения и систем активного предотвращения пожара.